# Federația Elenă de Fotbal
Federația Elenă de Fotbal (greacă Ελληνική Ποδοσφαιρική Ομοσπονδία; ΕΠΟ)  este forul conducător al fotbalului în Grecia. A fost fondată în 1926. Sediul central este în Atena.